# Mechanizmy kontroli i równowagi
Mechanizmy kontroli i równowagi (ang. checks and balances) – koncepcja świadomego rozdzielania władzy pomiędzy wzajemnie kontrolujące się organy.
Pomysł ten związany jest z ideą podziału władzy wyrażoną w konstytucjach wielu krajów. Celem jest uniemożliwienie któremukolwiek z organów podporządkowywania sobie innych lub ich oszukiwania.
W przypadku przedsiębiorstw mechanizmy kontroli i równowagi są istotnym elementem kontroli wewnętrznej. Dzięki ich stosowaniu decyzje podejmowane są po uwzględnieniu różnych opinii i, jeśli to możliwe, po osiągnięciu konsensusu, co zapewnia ich bezstronność.